# Hallucination Company
Die Hallucination Company ist ein österreichisches Rockmusiktheater-Projekt, das 1977 in Wien vom Musiker Ludwig „Wickerl“ Adam gegründet wurde. Die relativ lose organisierte Band, mit mehrmals wechselnder Besetzung, konnte in den frühen 1980er Jahren große Bekanntheit in Österreich, Deutschland und den Niederlanden erlangen.

## Bandgeschichte

### 1977–1985
Ende der siebziger Jahre formierte sich rund um den Wiener „Szenepapst“ Wickerl Adam eine Musikgruppe als Erstes Wiener Musiktheater. 1977 gründete Adam daraus, noch unter Einfluss der Besetzung und Abriss der Wiener Arena stehend, die Hallucination Company. Die Band betrieb an Frank Zappa orientiertes, modernes Rockmusik-Performance-Theater mit politischem Anspruch, hatte aber schauspielerische Elemente wesentlich stärker ausgeprägt und orientierte sich stilistisch stärker an New Wave.
Die ersten Konzerte fanden im Rahmen des Projektes Kultur in den Außenbezirken im 22. Wiener Gemeindebezirk statt. 1978 fand die erste internationale Tour mit der Show Halluzinationen statt. Bis 1985 absolvierte die Hallucination Company etwa 1350 Auftritte in Österreich, Deutschland, Niederlande, Spanien, Ungarn, Italien, Jugoslawien und in der Tschechoslowakei. Die Konzerte mit qualitätvoller Musik, ausgeklügelten Arrangements, kritisch-ironischen Texten und einer positiven Love&Peace-Message wurden zum Erfolg. Als Die Genies aus der Donaumetropole wurden sie in Pressemeldungen zu Auftritten in Deutschland angekündigt.
Die Company wurde zur „Talentschmiede“ Österreichs. Bekannte Künstler, die an der Hallucination Company zu dieser Zeit wesentlich beteiligt waren, sind unter anderen:
- Andy Baum – Der Gitarrist und Sänger war von 1982 bis 1984 Mitglied bei der Band.
- Hans Hölzel (Falco)  – Wickerl Adam erkannte Hans Hölzels Potential, als er diesen bei einem Auftritt als Straßenmusiker in Mödling bei Wien sieht und engagiert ihn ab 1977 als Bassisten. Sein Künstlername Falco wurde 1978 bei einem Auftritt mit der Company in München etabliert, er blieb Mitglied bis 1979.
- Hansi Lang – Ab 1975 unregelmäßiges Engagement als Komponist und Leadsänger, bei der Hallucination Company bis 1980.
- Miki Malör – Die Regisseurin und Theatermacherin war in den Jahren 1982 und 1983 als Musikerin und Clown in der Company engagiert.
- Günter Mokesch – Mo wurde 1980 während eines Auftritts mit seiner Band Winter von Adam entdeckt und als Sänger in der Company bis 1982 engagiert.
- Thomas Rabitsch – Der Musiker, Arrangeur und Produzent aus Wien war 1977 Gründungsmitglied und blieb bis 1981 Mitglied der Company.
- Harri Stojka – Der Jazzmusiker war ab 1977 mit unregelmäßigen Auftritten bei der Hallucination Company vertreten.
- Tini Kainrath – Auf den Alben 1989 und 1993
- Geri Schuller – Mitglied von 1988 bis 1998

### 1988–1997
Nach einer zweijährigen Schaffenspause brachte Adam, der in dieser Zeit unter anderem als Manager für Andy Baum beschäftigt war, die Hallucination Company erneut auf die Bühne. Zur Besetzung gehörten unter anderem Geri Schuller, Tini Kainrath, Michael Schuberth, Stefan Bernheimer, Steffi Paschke, Jan Wessely, Yuki Nakano und Gerald Gradwohl. In diesem Zeitraum fanden unter anderem Auftritte bei den Special Nights im Wiener Metropol statt. Bei diesen Veranstaltungen traten sowohl junge neue Bandmitglieder, als auch wechselnde Stargäste aus den Anfangsjahren der Company auf.

### 1998 bis heute
Das Projekt um Wickerl Adam ist bis heute aktiv, vorerst ohne großen politischen Anspruch. Die Formation konnte jedoch nicht wieder an die überregionalen großen Erfolge aus den Anfangsjahren anschließen. Zur wechselnden Besetzung gehören Sigi Meier, Rue Kostron, Engel Mayr, Christoph Richter, Isabella Wagner, Peter Dürr, Zebo Adam, Ulli Dattler und viele andere Künstler. Im Zeitraum von 1988 bis 2006 absolvierte die Hallucination Company etwa 500 Auftritte.
Neben der Company ist Adam gemeinsam mit Gitarrist Conrad Schrenk mit dem Projekt Sex Without Nails Bros. beschäftigt. Es werden ausschließlich Interpretationen zu Frank Zappas Kompositionen produziert. Nach mehrjähriger Vorbereitung brachten Schrenk und Adam 2003 eine Adaption von Zappas Joe’s Garage, zum zehnten Todestag des Künstlers, ungekürzt als Rock Muzzical auf die Bühne.
Im Mai 2006 wurde Wickerl Adam der Amadeus Austrian Music Award für sein bisheriges Lebenswerk verliehen.
Das letzte Konzert der Hallucination Company fand am 18. Februar 2023 im Jazzclub Porgy & Bess statt.

## Diskografie (Alben)
- 1982 – Vision
- 1988 – A Special Night/Live At Metropol
- 1993 – Keine Angst vor nix
- 2012 – Circus der Hallucinationen

## Zitate
Zitate von Ludwig „Wickerl“ Adam aus einem Interview zur Amadeus-Verleihung 2006 von Martin Schuster in der Zeitschrift Concerto 4-06:
- Rainhard Fendrich über Adam: „Servas Wickerl, na, wie geht’s dir? Sitzt oben auf deinem Berg, schaust auf uns herunter und lachst dir über uns Trottel einen Ast ab, gell?“
- Adam über Falco: „Kurz vor seinem Tod haben wir uns dann bei einem Konzert von Kula Shaker in der Stadthalle getroffen. Wir hatten ein sehr schönes Gespräch, und ich habe ihn eingeladen mit uns 20 Jahre Hallucination Company zu feiern. Wir haben uns im alten Proberaum getroffen, alle, die zu diesem Zeitpunkt von der alten Besetzung noch gelebt haben, nämlich der Peter Kolbert am Schlagzeug, eben der Hölzl am Bass, Thomas Rabitsch an den Keyboards, an der Gitarre der Gerald Gradwohl, der damals in der aktuellen HC-Besetzung spielte. So haben wir geprobt, unter anderem Zahuana, bei dem der Hans die Basslinie erfunden hatte. Und er hat sie nicht mehr richtig spielen können… Dann haben wir uns verabschiedet wie in alten Zeiten. Aber er ist nicht zum Gig gekommen, er hat sich angeschissen. Er ist schon im Flugzeug gesessen am Weg in die Karibik und hat sich dem nicht gestellt. Also, wir haben damals auf diese Weise Abschied voneinander genommen.“
- Adam über die Hallucination Company: „Ich würde gern mehr spielen. Aber ich werde nicht gekauft. Ich war 4 Jahre lang Mitglied von Theatergruppe A.mo.K. – Arbeitsgruppe motorische Kommunikation im Dramatischen Zentrum Wien. Und darum sind HC-Musiker anders: jeder muss bei mir einen Körpertheater-Workshop machen, also 8 Tage ohne Instrument arbeiten. Und darum unterscheiden sich auch die Musiker, wie sie auf eine Bühne gehen. Meine Musiker wissen, dass die Bühne eine heilige Stätte, eine Kultstätte ist, und wir sind die Magier. Und wir können die Menschen zum Lachen bringen, zum Weinen, zum Verzweifeln, zum Wegrennen – wir haben es in der Hand! Also ist das doch ein unglaublicher Beruf. Und wenn man den mit Respekt behandelt, kann man so schöne Sachen erleben. Dieses Wissen haben meine Musiker, und dadurch gehen sie auch mit einer anderen Einstellung auf die Bühne, so wie es z. B. Pflicht ist, sich umzuziehen. Bei mir geht man nicht mit Straßenkleidern auf die Bühne.“